# Johann Friedrich von Schulte

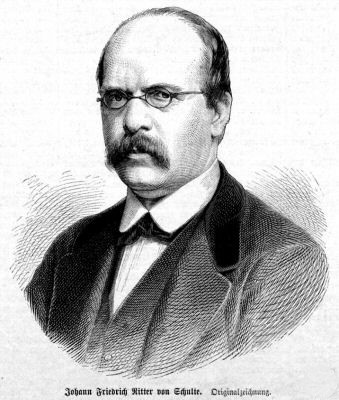
Johann Friedrich von Schulte

Johann Friedrich Schulte, ab 1869 Ritter von Schulte (* 23. April 1827 in Winterberg in Westfalen; † 19. Dezember 1914 in Obermais, Meran), war Professor für Zivil- und Kirchenrecht sowie Rechtsgeschichte in Bonn und Prag.
Er gilt als der bedeutendste Lehrer des katholischen Kirchenrechts im Deutschland des 19. Jahrhunderts.

## Leben

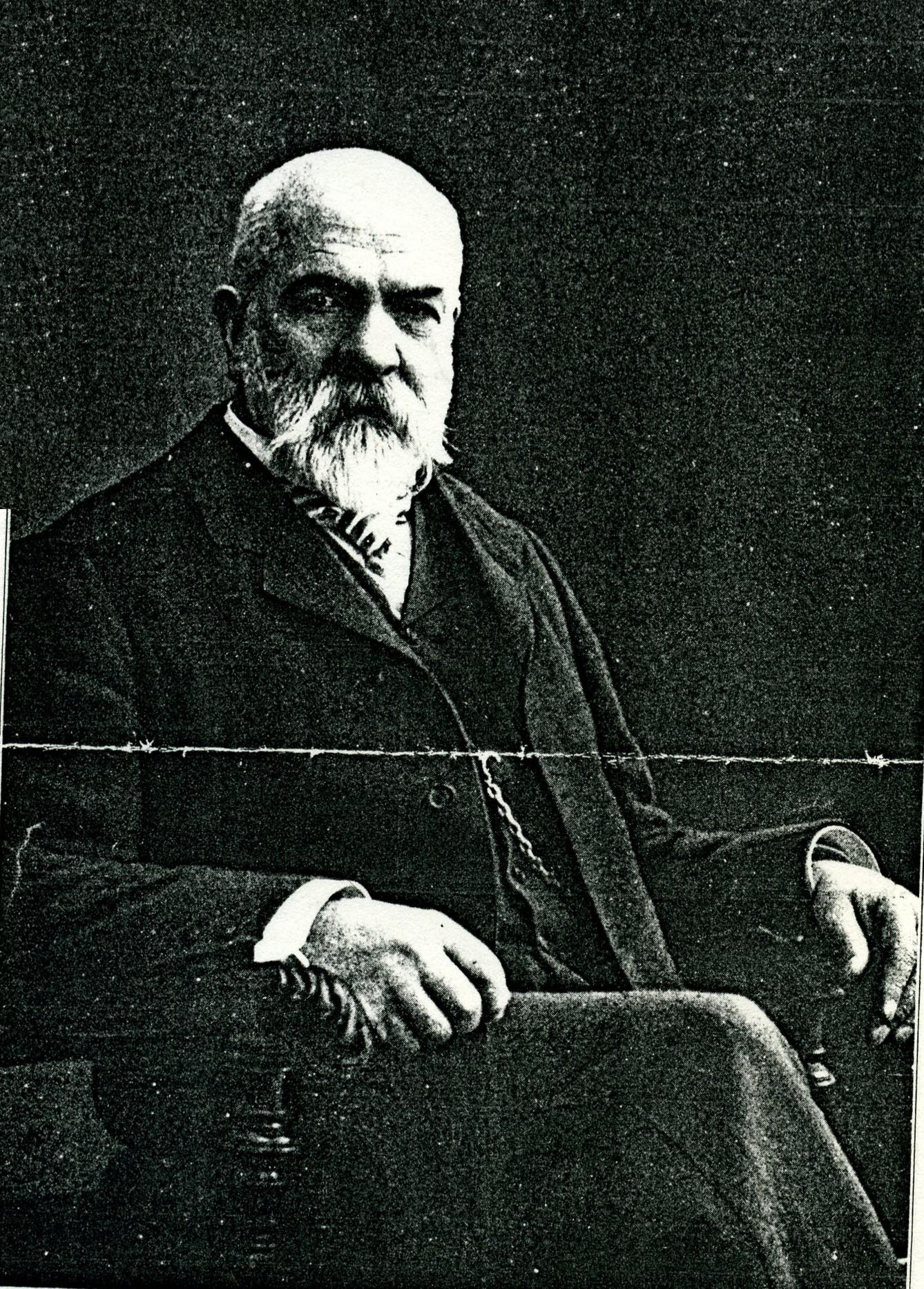
Johann Friedrich von Schulte (1908)

Johann Friedrich von Schulte wurde am 23. April 1827 als drittes Kind des gleichnamigen Arztes Johann Friedrich Schulte in Winterberg geboren. Nach der Schule studierte er u. a. in Berlin Rechtswissenschaft und war Gerichtsreferendar in Fredeburg.
Im Alter von 26 Jahren wurde er 1854 Privatdozent an der Bonner Rechtsfakultät und ein Jahr später, im Jahr 1855, ordentlicher Professor (Ordinarius) des Kirchenrechts und der Deutschen Rechtsgeschichte an der Karls-Universität in Prag. 1863 wurde Schulte Ehrenmitglied der katholischen Studentenverbindung Askania Berlin  (jetzt KStV Askania-Burgundia Berlin) im KV. 1869 erhob ihn Kaiser Franz Josef in den erblichen Adelsstand. 
Im Jahr 1873 kehrte er nach Bonn zurück. Dort lehrte er 33 Jahre lang bis 1906 als Professor des Kirchenrechts an der Universität Bonn. Von 1881 bis 1882 war er auch Rektor der Bonner Friedrich-Wilhelms Universität. 
Des Weiteren war Johann Friedrich von Schulte in den Jahren 1871 bis 1890 Präsident der Altkatholiken-Kongresse und von 1873 bis 1890 Zweiter Vorsitzender der Alt-Katholischen Synodalvertretung in Deutschland. In der Zeit von 1874 bis 1879 war er auch Mitglied des Reichstages für die Nationalliberale Partei. 
Friedrich Ritter von Schulte starb am 19. Dezember 1914 in Obermais bei Meran.

## Wirkung
Schulte lehnte das Erste Vatikanische Konzil strikt ab und legte infolgedessen als Mitverfasser der Nürnberger Erklärung vom 26. und 27. August 1870 gegen das Erste Vatikanum zusammen mit Ignaz von Döllinger, Franz Heinrich Reusch und dem späteren Bischof Joseph Hubert Reinkens den Grundstein für die Alt-Katholische Kirche in Deutschland. Er arbeitete die grundlegenden kirchenrechtlichen Vorlagen für die Organisation der Alt-Katholischen Kirche in Deutschland aus und verfasste die in ihren Grundzügen noch heute gültige Synodal- und Gemeindeordnung von 1874, das Grundgesetz der Alt-Katholischen Kirche in Deutschland.

## Werke
- Die Geschichte der Quellen und Literatur des Canonischen Rechts von Gratian bis auf die Gegenwart. 3 in 4 Bände. Enke, Stuttgart 1875–1880; Neudruck: Graz, Akademische Druck- und Verlagsanstalt 1965.
  - Band 1 (1875): Einleitung. Die Geschichte der Quellen und Literatur von Gratian bis auf Papst Gregor IX. Textarchiv – Internet Archive
  - Band 2 (1877): Die Geschichte der Quellen und Literatur des Canonischen Rechts von Papst Gregor IX. bis zum Concil von Trient. Textarchiv – Internet Archive
  - Band 3/1 (1877): Die Geschichte der Quellen und Literatur des Canonischen Rechts von der Mitte des 16. Jahrhunderts bis zur Gegenwart. Erster Theil: Das katholische Recht und die katholischen Schriftsteller. Textarchiv – Internet Archive
  - Band 3/2 (1880): Die Geschichte der Quellen und Literatur des Canonischen Rechts von der Mitte des 16. Jahrhunderts bis zur Gegenwart. Zweiter und dritter Theil: Das evangelische Recht, die evangelischen Schriftsteller, die Geschichte der wissenschaftlichen Behandlung, Übersicht. Textarchiv – Internet Archive

- Lehrbuch des Katholischen und Evangelischen Kirchenrechts. 4. Auflage des katholischen, 1. des evangelischen, 1886.
- Der Alt-Katholizismus – Geschichte seiner Entwicklung, inneren Gestaltung und rechtlichen Stellung in Deutschland. Aus den Akten und anderen authentischen Quellen dargestellt. Gießen 1887 (Digitalisat); Neudruck Scientia Verlag, Aalen 1965.
- Die Stellung der Konzilien, Päpste und Bischöfe vom historischen und kanonistischen Standpunkte und die päpstliche Konstitution vom 18. Juli 1870. Mit den Quellenbelegen. Prag 1871; Neudruck Scientia Verlag, Aalen 1970.
- Lebenserinnerungen. Drei Bände. Gießen 1908–1909.